# HD25425
HD25425 — хімічно пекулярна зоря спектрального класу A3, що має видиму зоряну величину в смузі V приблизно  6,2.
Вона  розташована на відстані близько 457,4 світлових років від Сонця.

## Фізичні характеристики
Зоря HD25425 обертається порівняно повільно навколо своєї осі. Проєкція її екваторіальної швидкості на промінь зору становить  Vsin(i)= 26км/сек.